# Umbro Battaglini
Umbro Battaglini (Foligno, 5 ottobre 1929 – Stroncone, 14 marzo 2007) è stato un artista italiano che ha operato per tutta la seconda metà del Novecento nell’ambito della scultura, dell’architettura e della grafica.  È esponente del concettualismo e del razionalismo architettonico.

## Biografia
Nel 1950, quando è ancora è studente dell'Accademia, i suoi lavori di scultura sono segnalati in una mostra. Nel 1953, ottiene il I premio regionale (Perugia, 14 marzo) e il II premio nazionale al concorso “Incontri della gioventù” a Palazzo Venezia a Roma; nei successivi due anni presenta, a concorsi ed esposizioni, soprattutto sculture in gesso ottenendo diversi attestati di premiazione.
Nel 1956 e 1957 progetta ed esegue le tre porte in rame e bronzo per il duomo di Bastia Umbra, studiando oltre alle superfici plastiche, anche la struttura architettonica. Esse vengono installate nel 1958.
Tra il 1957 e i primi mesi del 1958 studia e realizza due grandi pannelli in bassorilievo, collocati ai lati della galleria d'ingresso del Mausoleo dell'Aeronautica militare, nel cimitero monumentale del Verano, a Roma. Il complesso monumentale, che occupa un'area di 450 m², è progettato dal professor Guido Aloe ed è stato inaugurato il 19 giugno 1958.
Dalla seconda metà degli anni '50 inizia la produzione di sculture in ferro, utilizzato in tutte le sue forme: barra, lamiera, tondino, e anche in unione con gesso e cemento. Sono di questo periodo: “Insidia” in ferro e cemento (di proprietà della pittrice Manina Jouffroy a Venezia), “Candelabro” in ferro, “Frammento n.2” in ferro, “Carillon” in lamiera di ferro. Sono in lamiera di ferro: “Linea di forza” (1961), “Involucro” (1961), Chiaroscuri” (1961), “L'agguato” (1961), “Struttura” (1961), “Cimelio” (1961), “Composizione” (1961).
Alla fine degli anni '50 una sua scultura in ferro alta 5 metri viene collocata su un basamento circolare in muratura, nel giardino privato di via della Mendola 143, a Roma.
È presente per 4 anni consecutivi (dal 1959 al 1962) al Festival dei Due Mondi di Spoleto dove apre, in via Aurelio Saffi 10, la Galleria d'Arte “L'Aquilone” nei locali di un'antica officina di fabbro.
Inizia negli anni '60 la collaborazione con l'architetto Franco Antonelli, basata sull'esigenza di riscoprire e reinventare i valori plastici e le forme architettoniche.
Nell'aprile del 1962 è invitato a partecipare al concorso per la sistemazione della facciata della erigenda Chiesa di San Giuseppe Artigiano a Foligno: il suo progetto, come si legge nel verbale della Commissione giudicatrice, “(...) si presenta con una complessità ed acume notevole di elaborati che partono da una nuova impostazione architettonica, ma specialmente urbanistica, di tutto il progetto, proponendo accessi dalle strade laterali e una plastica soluzione della facciata con un vasto pannello centrale di schietto carattere astratto. La Commissione apprezza vivamente l'impegno con il quale il problema è stato affrontato nel suo insieme, con una soluzione geniale, purtroppo oltrepassando le precise disposizioni del bando che richiedevano, tra l'altro, soluzioni “di indirizzo non astratto” per gli elementi decorativi.”
Nel 1962, incaricato dai coniugi Feliciano e Zara Luna, progetta e realizza una stele-edicola sacra in cemento armato. Alta 3 metri, è collocata su un basamento quadrangolare, al centro dell'accesso al cortile dell'abitazione, demarcato da una cancellata in ferro anch'essa appositamente realizzata su suo disegno.
L'edicola, situata nella Foligno medievale, in via del Quartiere 13, viene inaugurata nel dicembre 1964. L'opera, rimossa nei primi anni del 2000, per consentire i lavori di manutenzione e restauro del fabbricato di proprietà degli eredi Luna, resi necessari a seguito dei danni causati dal sisma del 1997, è oggi perduta.
A seguito dell'evento sismico è andata distrutta anche la scultura in cemento, formata da due monoliti, a lui commissionata dal comune di Foligno nel 1962, realizzata e installata nel 1964 nel cortile della scuola media Carducci, in via dei Molini.
Nel 1962, dopo aver soggiornato a lungo a Venezia ed aver appreso la tecnica dell'incisione, avvia la sua produzione di acqueforti che negli anni successivi esporrà in mostre dedicate alla grafica.
Nel 1963 ha inizio la sua attività di docente presso l'Istituto Statale d'Arte “Orneore Metelli” di Terni, con la cattedra di Disegno Professionale e Progettazione-Arte dei metalli, mantenuta fino al 2000.
Fonda a Terni “Il Gruppo 6” che, grazie alla collaborazione di professionisti di livello e dalle competenze diverse, affronta con passione e serietà lavori di architettura, di urbanistica e di design.
Nel 1965, nel giardino di “Casa Frollo”, alla Giudecca a Venezia, viene collocata una sua scultura in ferro, ancorata su una base in cemento.
Nel 1972 viene edificata la chiesa del Buon Pastore, a Foligno, alla cui progettazione ha lavorato unitamente all'architetto Antonelli.
Nel 1975 partecipa, con l'”operazione salvezza”, all'azione di denuncia finalizzata al recupero civile del territorio del Castello di Pissignano, ribadendo il suo impegno socio-culturale-artistico. Partecipano all'operazione artisti come Renato Cristiano, Afranio Metelli, Salvatore Meo, Sandro Tripodo, Franco Antonelli, Italo Tomassoni.
Nel 1980 è nominato accademico di merito, per la scultura, dell'Accademia di Belle Arti “Pietro Vannucci” di Perugia.
Cessata, sul finire degli anni '70, l'attività del Gruppo Sei, superato un periodo di riflessione, si dedica essenzialmente alla ricerca plastica e alla grafica che lo vedono utilizzare legno e terracotta in sculture di piccole e grandi dimensioni. In molti lavori la terracotta è usata in abbinamento a tubolari di ferro o a strutture di legno. Dà ampio spazio all'incisione, disegno a penna, a carboncino, a sanguigna.
L'artista segue essenzialmente un percorso di ricerca, che lo porta a spaziare in vari settori artistici: scultura, pittura, grafica, architettura, studiando e utilizzando i materiali più vari: ferro, marmo, legno, gesso, cemento, creta, cera, corda di canapa, iuta, materiali che vengono lavorati sia singolarmente sia in abbinamento in una stessa struttura. Modella ritratti in gesso e in creta; realizza acqueforti, disegni a penna, a pierre noire, a carboncino, a inchiostro di china, lavori a tempera e inchiostro di china su tela, a tempera e inchiostro di china su legno, a china e acrilico su tavola.
Della seconda metà degli anni '80 sono molti i lavori in terracotta e terracotta smaltata di piccole dimensioni, sculture di terracotta a più elementi, in terracotta e tubolari metallici. Nel 1989 alla terracotta si unisce al legno. Realizza contemporaneamente alcuni studi in cera.
Con altri artisti umbri (Ugo Antinori, Luciano Capetti, Carlo Cesarini, Emilio Fioroni ed altri) crea a Terni il Gruppo Iride.
Nella prima metà degli anni '90 realizza soprattutto lavori in legno di ulivo su cui interviene con scanalature e bande colorate.
Nel 1995 il Comune di Terni organizza una sua antologica “Umbro Battaglini - Il progetto del disegno e le forme della scultura” presso il Centro Socioculturale di via Aminale.
Gli viene commissionata una scultura che realizza in blocchi di travertino sagomato e acciaio e che è oggi collocata nello spazio antistante gli uffici amministrativi della Sangemini.
Il 18 febbraio 2004, per il 40º anniversario dell'Istituto d'Arte, viene installata in via Lanzi, a Terni, “Forme in evoluzione nello spazio”, una scultura in acciaio del diametro di 4 metri, derivata da un'esercitazione didattica. L'immagine della scultura era stata usata come simbolo delle settimane didattiche organizzate dall'Istituto d'Arte per favorire la preparazione culturale degli alunni.
La scultura è posta in opera su un basamento a struttura circolare, rivestito con gli stessi cubetti di porfido della pavimentazione, quasi a dare la sensazione che emerga da essa. L'artista ha curato le modifiche rese necessarie dall'ingrandimento del bozzetto, forma e rivestimento della base, il piano circolare in metallo che la circonda con funzione di seduta perché sia vissuta come punto di aggregazione e per una migliore fruibilità.